# Honda NX 250
La Honda NX 250 o NX250 (conosciuta anche come Honda NX 250 Dominator) è una motocicletta enduro stradale dotata di un motore monocilindrico da 249 cm³ di cilindrata prodotta dal casa motociclistica giapponese Honda tra il 1987 e il 1990.

## Descrizione
L'NX250 era caratterizzato dal nuovo motore MD21E, un monocilindrico da 249 cm³ a quattro tempi con quattro valvole e distribuzione DOHC e avviamento elettrico, raffreddato a liquido. Aveva un alesaggio e una corsa di 70,0 mm × 64,8 mm, rapporto di compressione da 11:1 eun cambio a sei marce. Le sospensioni erano a forcella telescopica da 37 mm nella parte anteriore e Pro-Link nella parte posteriore. L'NX250 aveva un passo di 1350 mm e un peso a secco di 118 kg. L'altezza della sella era di 820 mm.
Nel novembre 1987 Honda ha realizzato una versione modificata dell'Honda NX 250 destinata al mercato giapponese chiamata Honda AX-1, che utilizzava lo stesso telaio e motore dell'NX-250, ma differiva in alcuni particolari.